# 丁尼生勳爵阿佛烈
阿佛烈·丁尼生，第一代丁尼生男爵（Alfred Tennyson, 1st Baron Tennyson，1809年8月6日—1892年10月6日），是華茲華斯之後的英國桂冠詩人。诗作题材广泛，想象丰富，形式完美，词藻绮丽，音调铿锵。其131首的组诗《悼念》被视为英国文学史上最优秀哀歌之一，其他重要诗作有《尤利西斯》、《伊诺克·阿登》和《过沙洲》诗歌《悼念集》等。 他深受维多利亚女王的赏识，于1850年获得了桂冠诗人的称号，后来又在1884年被封为男爵。其子哈勒姆·丁尼生曾任澳洲總督。

## 早年
丁尼生出生于林肯郡的索姆斯比，在12个兄弟姐妹中排行第4。他的父亲是村庄教区牧师。年轻的丁尼生曾在父亲的图书馆里阅读大量书籍，并在8岁时开始写诗。1827年，阿尔弗雷德和他的兄弟弗雷德里克及查尔斯出版了《两兄弟诗集》，其实这部著作包括了三兄弟的作品。阿尔弗雷德的诗歌趋于平淡，只是单纯模仿偶像拜伦的作品。
1828年丁尼生进入剑桥大学三一学院就读。1829年他的诗歌《廷巴克图》赢得了校长金牌。他成为学生团体“使徒”的一员，在同伴的鼓舞下于1830年出版了《抒情至上》，一些评论家喜爱这本书中的《马里亚纳》和其它几首诗歌，但总的说来是持负面评价。
1831年丁尼生的父亲去世，丁尼生担负起家庭重担，未取得学位就离开剑桥。第二年他出版了一本小册子，名为《诗集》，包括《夏洛特小姐》等名作，但并未被广泛接受。随笔作家阿瑟·亨利·贺莱姆是丁尼生最亲密的朋友，也是他姐姐的未婚夫,贺莱姆于1833年逝世。在痛失密友及作品受到恶评的双重打击之下，丁尼生近10年内未再出版作品。

## 创作高峰
1842年丁尼生发表了《诗集》的第二部，两卷本的《诗集》赢得了评论家及公众的热烈欢迎。最好的诗歌包括《拍岸曲》（受贺莱姆之死启发而创作）、《亚瑟王之死》及《洛克斯利大厅》。
1846年丁尼生迁居切尔特南，在这里他写出了第一部长诗《公主》，诗人借中世纪公主的幻想故事讨论妇女的权利和地位问题，并试图证明女人最大的成就就是幸福的婚姻。（吉尔伯托和苏利文将诗歌改编为滑稽剧《艾达公主》）丁尼生一些最好的抒情无韵诗篇就来自于以“泪水，空虚的泪水”开篇的那首诗《公主》。后来的版本又加入《轻轻地，柔和地》以及其它几首歌。

## 桂冠诗人
1850年丁尼生的生活发生了三件大事。《悼念》终于付梓，自贺莱姆去世以来，丁尼生一直在创作这部作品。它包括131首短诗，外加一篇序言及后记，是英国文学中最伟大的挽歌之一，也是丁尼生最能经受时间考验的作品。
6月丁尼生娶了相爱十五年的艾米莉·塞尔武德（Emily Sellwood），同年11月丁尼生继威廉·华兹华斯之后，成为桂冠诗人。
丁尼生作为桂冠诗人的首部正式作品，是庄严郑重但有点拘谨的《悼惠灵顿公爵之死》（1852年）。1854年创作了《轻骑兵进击》，以纪念英国骑兵在克里米亚战争巴拉克拉瓦战役中体现出来的英雄气概。
日前，人们在美国一位收藏家搜集的大批丁尼生手稿中找到了一本诗集的校样，其中有他对自己诗作的校改。这本留有诗人校改手迹的书籍是迄今为止绝无仅有的发现，因为丁尼生非常不愿意让人看到自己对作品的改动。从这本书中，人们发现丁尼生曾打算对自己 1855年的名作《轻骑兵进击》（The Charge of the Light Brigade）进行大幅度删改，原因是当时人们对他同期的作品《莫德》（Maud）颇有微词，他因此对自己产生了怀疑。另一个原因则是丁尼生年轻时曾备受批评家指责，以致他一度沉默了整整9年，在那期间一首诗也没发表。
《轻骑兵进击》是丁尼生为歌颂克里米亚战争中在巴拉克拉瓦袭击俄军的英国轻骑兵旅而作的。这是一次自杀袭击，英军伤亡人数达到了247人。在这本校样中，丁尼生用黑色墨水勾掉了《轻骑兵进击》一诗的几乎半数诗行，打算把它们删去，其中包括一些为人们熟知的名句，比如“他们无意追根究底／他们只是慷慨赴死”以及“有人犯下了愚蠢的错误”。这里所说的“愚蠢错误”是指巴拉克拉瓦战役中由英军两位指挥官之间的摩擦引发的指挥混乱。
不过，这些修改最终没有成为现实。10年之后，丁尼生亲笔誊写了这首诗的最终稿。在诗稿底部的自注中，诗人着重指出了“愚蠢的错误”那行诗的重要意义，其中写道：“这首长短格的诗是在读了《泰晤士报》记者（关于战争）的第一篇报道后写的，全诗由‘有人犯下了愚蠢的错误’一句生发而来。”其有名的一句话：for man is man and master of his fate。（人就是人，是自己命运的主人。（丁尼生））
1853年以后，丁尼生多数时间生活在自己位于怀特岛法令福德（Farringford）的庄园中，有时会住在自己1868年建在萨里郡阿尔沃的一所房子里。1855年出版的长篇独白诗剧《莫德》遭到冷遇之后，丁尼生把自己封闭在法令福德，着手创作组诗《国王叙事诗》。1859年这一系列的第一部分出版，讲述亚瑟王和他的骑士的故事，表明社会由于道德败坏而堕落，暗示了对英国社会的忧虑，立即在社会上获得成功。

## 晚年
《伊诺克·阿登及其他诗歌》（1864年）中的《伊诺克·阿登》是丁尼生最著名的诗歌之一。其他几部稍为逊色的历史戏剧作品包括《玛丽女王》（1875年）、《哈罗德》（1877年），以及《贝克特》（1879年）《民谣及其他诗歌》（1880年）中优美的短篇抒情诗《沙洲行》展示了丁尼生恬静的宗教信仰。
1884年丁尼生受封男爵。完整版本的《国王叙事诗》和《得墨忒尔及其他诗歌》于1889年出版，《俄诺涅之死，阿卡巴之梦及其他诗歌》于1892年他逝世後出版。在他的葬礼上来宾朗诵了《沙洲行》。他被葬在了威斯敏斯特教堂的诗人角，与乔叟相邻。